# 自由の魂
『自由の魂』（じゆうのたましい、原題：英語: A Free Soul）は、1931年に製作・公開されたアメリカ合衆国の映画である。

## 概要
ノーマ・シアラーが主演し、クラレンス・ブラウンが監督した。シアラーの父親を演じたライオネル・バリモアはアカデミー主演男優賞を受賞している。

## キャスト
- ジャン・アッシュ：ノーマ・シアラー
- ドワイト・ウィンスロップ：レスリー・ハワード
- スティーヴン（ジャンの父）：ライオネル・バリモア
- エディ：ジェームズ・グリーソン
- エース・ウィルフォング：クラーク・ゲーブル

## スタッフ
- 監督・製作：クラレンス・ブラウン
- 製作総指揮：アーヴィング・タルバーグ（クレジットなし）
- 脚本：ジョン・ミーハン、ベッキー・ガーディナー
- 音楽：ウィリアム・アクスト（クレジットなし）
- 撮影：ウィリアム・H・ダニエルズ
- 編集：ヒュー・ウィン
- 美術：セドリック・ギボンズ
- 衣裳：エイドリアン
- 録音：ダグラス・シアラー

## アカデミー賞受賞・ノミネーション
- 受賞
  - 主演男優賞：ライオネル・バリモア
- ノミネーション
  - 監督賞：クラレンス・ブラウン
  - 主演女優賞：ノーマ・シアラー

## 注
1. 1 2 3   The Eddie Mannix Ledger, Los Angeles: Margaret Herrick Library, Center for Motion Picture Study.